# Encuentro Progresista-Frente Amplio-Nueva Mayoría
L'Encuentro Progresista-Frente Amplio-Nueva Mayoría (EP-FA-NM, Convergence progressiste-Front large-Nouvelle majorité) était la coalition politique uruguayenne de gauche formée en 2004 pour les élections générales, qui ont vu la victoire de sa formule présidentielle Tabaré Vázquez-Rodolfo Nin Novoa.
À la suite de cette victoire, tous ses membres, en particulier le Nouvel Espace et Encuentro Progresista-Frente Amplio, ont décidé en novembre 2005 d'intégrer pleinement le Front large, ce qui a été fait le 19 novembre 2005.